# شاتی‌وانک
شاتی‌وانک (ارمنی: Շատիվանք؛ انگلیسی: Shativank) یک صومعه متعلق به کلیسای حواری ارمنی واقع در شهر شاتین، استان وایوتس‌جور ارمنستان می‌باشد. ساخت و ساز این ساختمان در سده ۱۰ام میلادی؛ به پایان رسید. این بنا به سبک معماری ارمنی طراحی شده است.

## نگارخانه

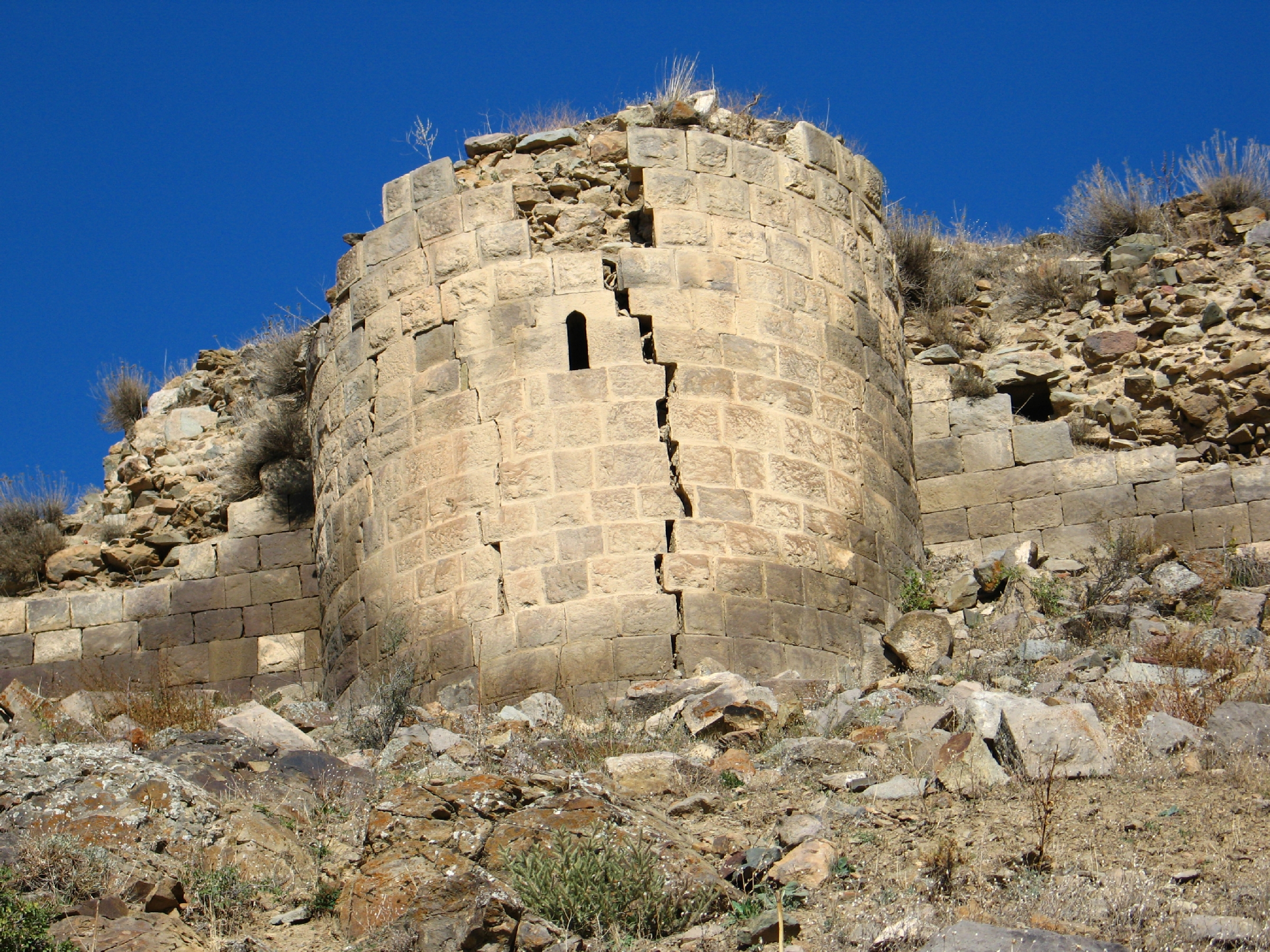
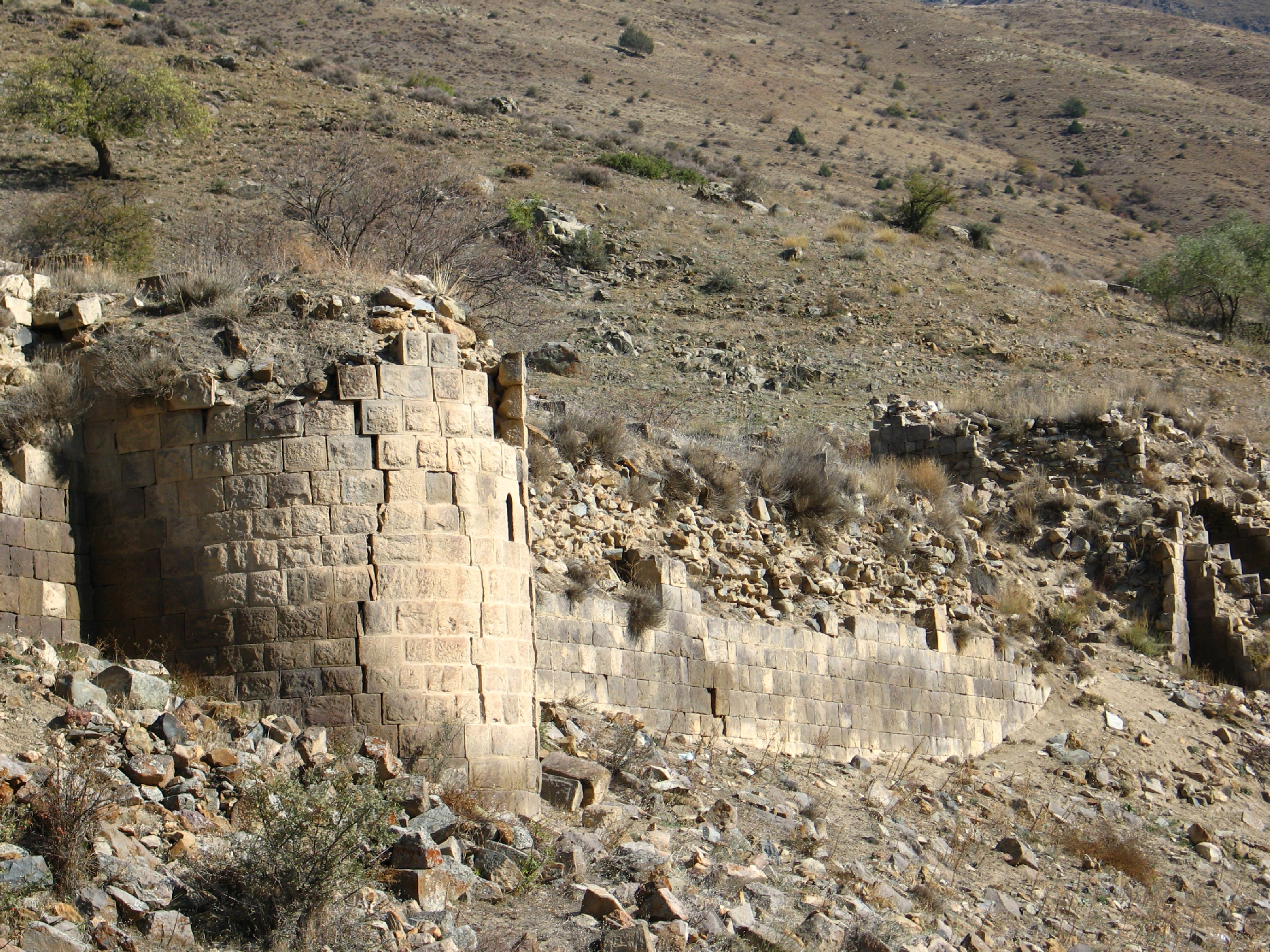
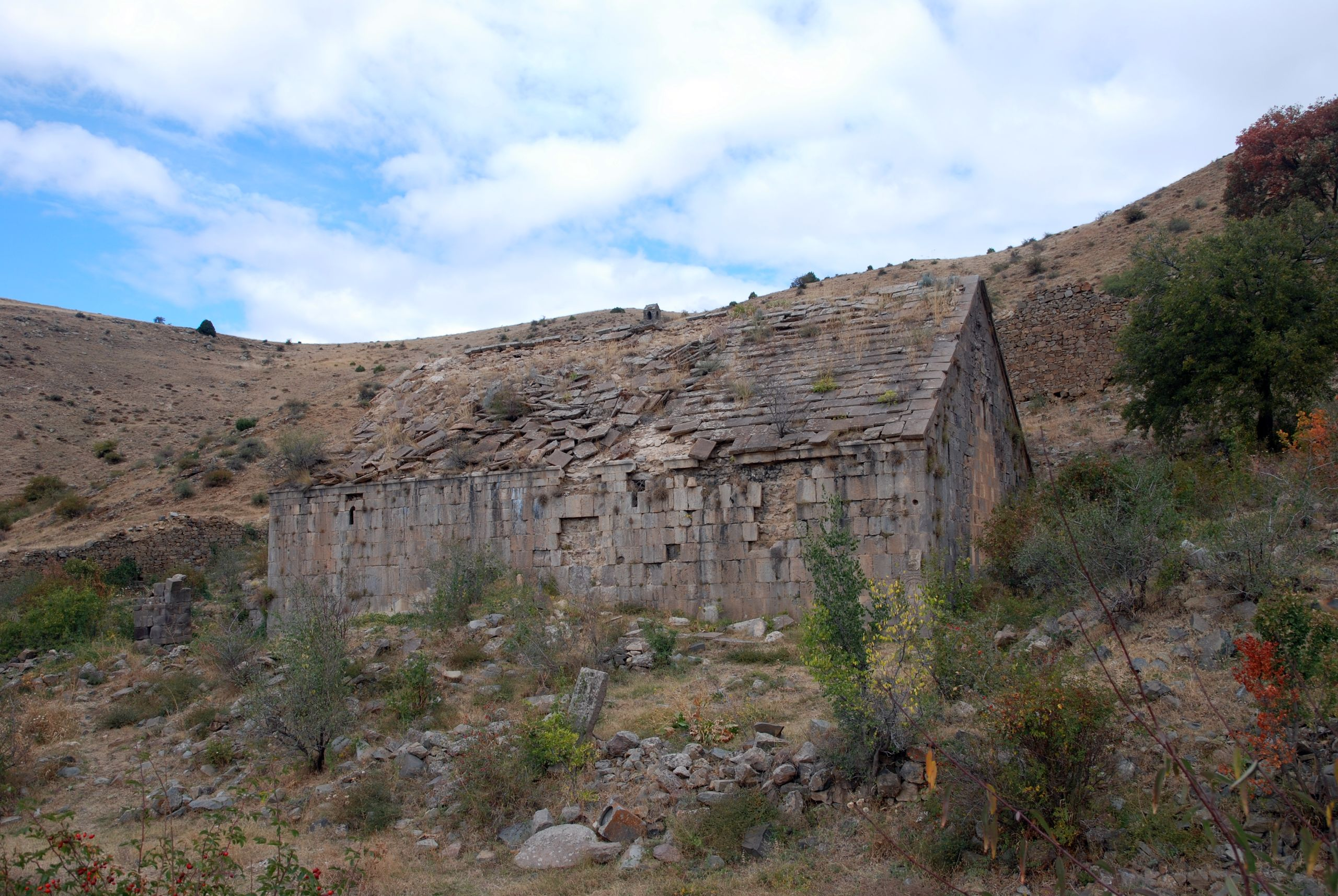
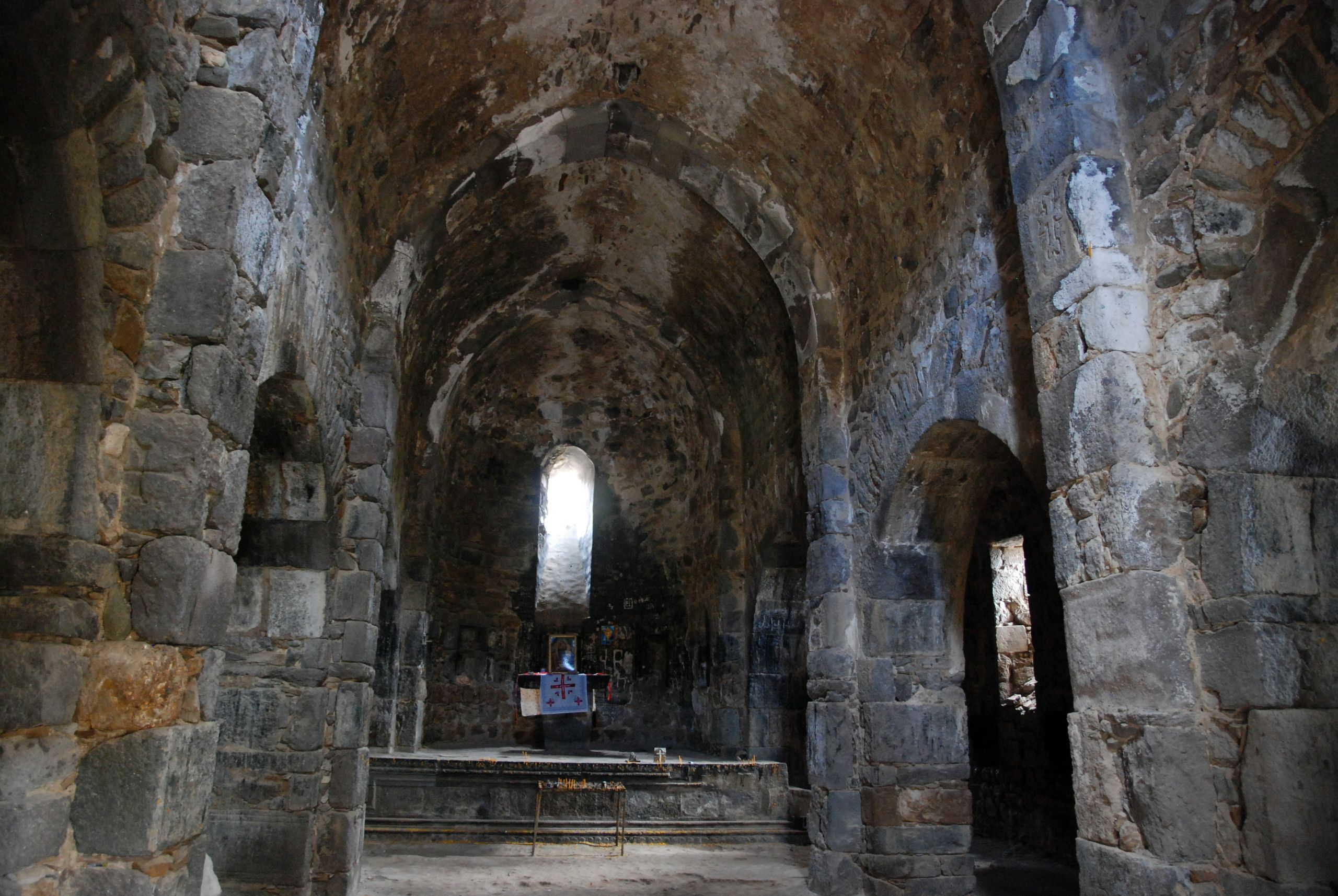
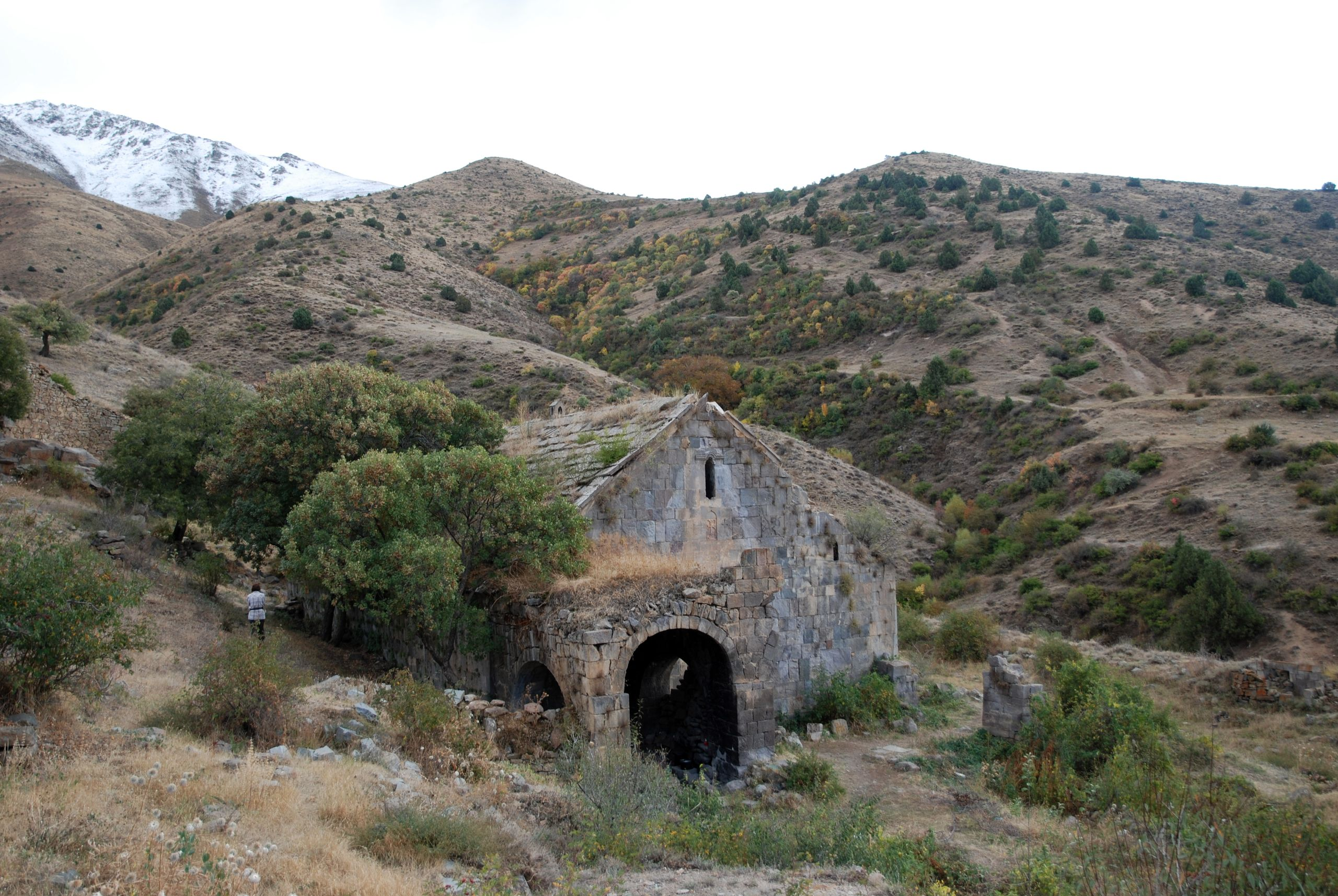
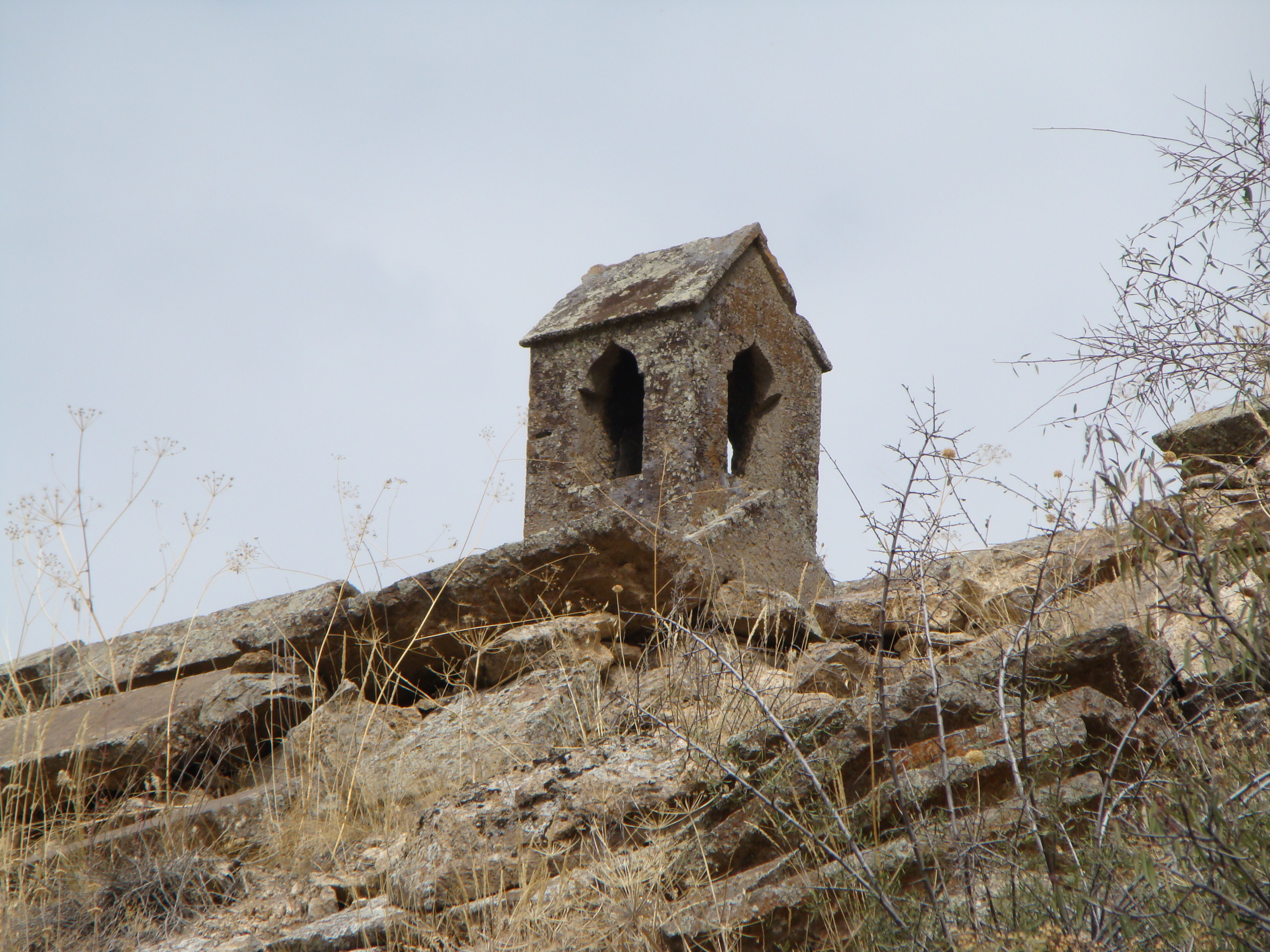
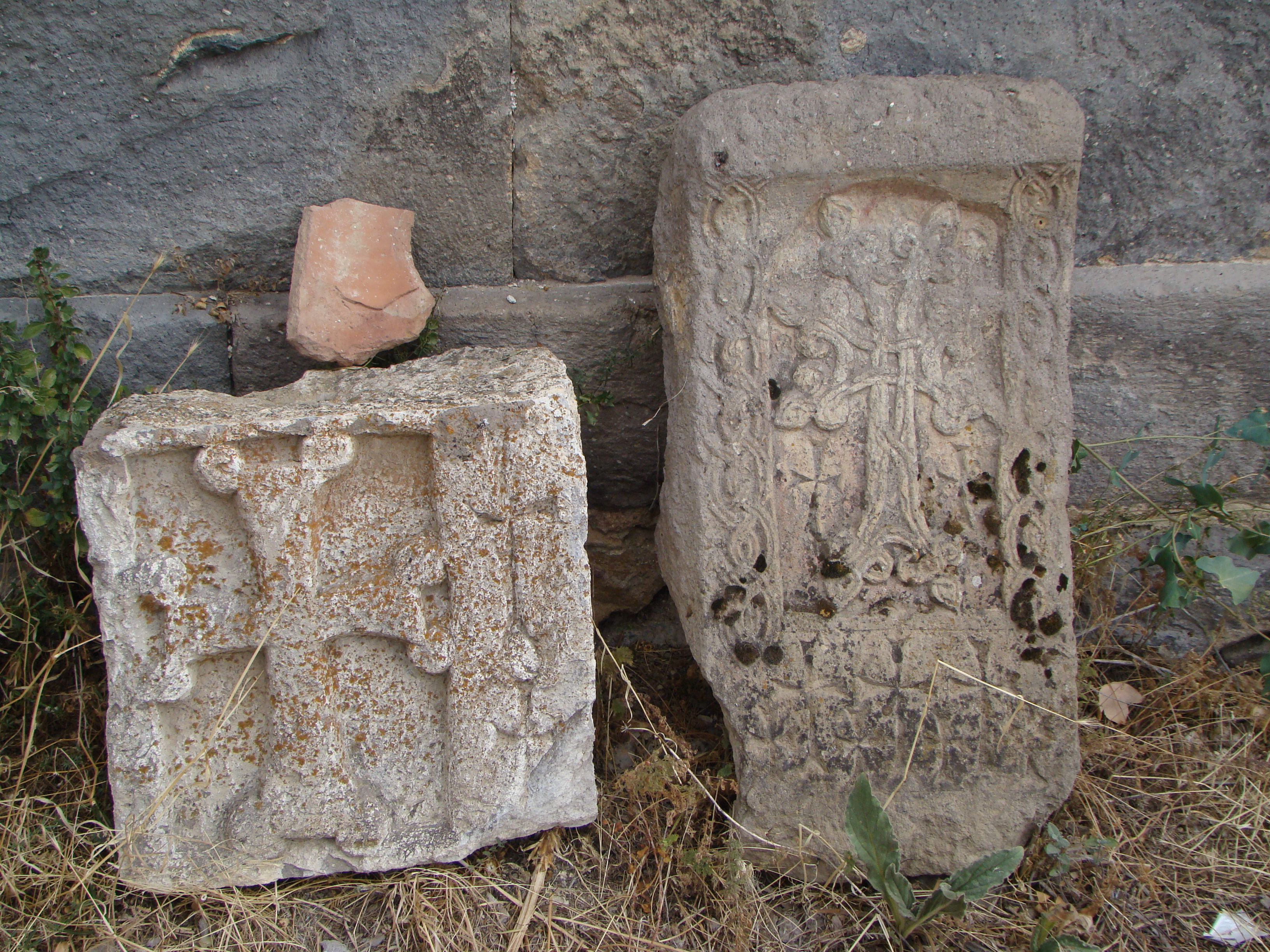